# Tokyo Bandwagon
Tokyo Bandwagon è in origine un romanzo breve di genere giallo dello scrittore Shoji Yukiya, primo di una serie uscita tra il 2006 e il 2013, da cui è stato tratto un dorama autunnale nel 2013.
Il titolo si richiama al cosiddetto "carrozzone di Tokyo", negozio di libri usati di lunga tradizione situato in un angolo della città, a fianco di una serie di templi shintoisti d'epoca Meiji e dotato anche di un piccolo bar al suo interno.

## Trama
Nel sobborgo "Shitamachi" della capitale vi è una nota libreria di quartiere, fondata e poi gestita dalla famiglia Hotta per ben quattro generazioni. Kanichi, il patriarca, è l'attuale proprietario; Ganato, il suo primogenito, è un musicista rock di fama, mentre il fratellastro Ao ha invece avuto qualche problema con la giustizia, ma è in fondo un buon ragazzo.
La storia narra di un libro misterioso e di strani incidenti che cominciano ad accadere nella zona e che dovranno in qualche modo essere risolti dai membri della famiglia Hotta.

## Cast
- Kazuya Kamenashi - Ao Hotta

26 anni, attualmente lavora come guida freelance in un'agenzia di viaggi.
- Mikako Tabe - Suzumi Makino
- Mimura - Aiko Hotta
- Nobuaki Kaneko - Kon Hotta
- Airi Taira - Ami Hotta
- Runa Ozawa - Kayo Hotta
- Yuma Kimino - Kento Hotta
- Jonathan Sherr - Maddock
- Yoshihiko Inohara - Naoya Fujishima
- Hairi Katagiri - Manami
- Bengal - Yuen
- Ken Mitsuishi - Ken
- Sei Hiraizumi - Kanichi Hotta
- Koji Tamaki - Ganato Hotta
- Mariko Kaga - Sachi Hotta
- Yūto Nakajima - Yuuta Masutani (ep2)
- Fujiko Kojima - Reina (ep2)
- Taikou Katoono - Shuhei Wakisaka (ep3)
- Noriko Iriyama - Nagasaki (ep4-5,8)
- Yoji Tanaka - Ko (ep6-10)